# UCI Asia Tour 2025
L'UCI Asia Tour 2025 è la ventunesima edizione dell'UCI Asia Tour, uno dei cinque circuiti continentali di ciclismo dell'Unione Ciclistica Internazionale, composto da corse che si disputano nel continente asiatico.

## Calendario

### Ottobre 2024
| Data | Prova                                              | Cat. | Vincitore | Squadra   | Secondo   | Terzo     | Report    |
| ---- | -------------------------------------------------- | ---- | --------- | --------- | --------- | --------- | --------- |
| 22   | Sun Hung Kai Properties Hong Kong Cyclothon (2024) | 1.1  | annullata | annullata | annullata | annullata | annullata |

### Novembre 2024
| Data | Prova                  | Cat. | Vincitore | Squadra   | Secondo   | Terzo     | Report    |
| ---- | ---------------------- | ---- | --------- | --------- | --------- | --------- | --------- |
| 10   | Tour de Okinawa (2024) | 1.2  | annullata | annullata | annullata | annullata | annullata |

### Dicembre 2024
| Data | Prova               | Cat. | Vincitore                 | Squadra                   | Secondo                   | Terzo                     | Report |
| ---- | ------------------- | ---- | ------------------------- | ------------------------- | ------------------------- | ------------------------- | ------ |
| 5-8  | Tour de Siak (2024) | 2.2  | non conosciuta (bandiera) | non conosciuta (bandiera) | non conosciuta (bandiera) | non conosciuta (bandiera) |        |

### Gennaio
| Data  | Prova                  | Cat. | Vincitore                 | Squadra                   | Secondo                   | Terzo                     | Report |
| ----- | ---------------------- | ---- | ------------------------- | ------------------------- | ------------------------- | ------------------------- | ------ |
| 24-28 | Tour of Sharjah (2025) | 2.2  | non conosciuta (bandiera) | non conosciuta (bandiera) | non conosciuta (bandiera) | non conosciuta (bandiera) |        |

### Marzo
| Data  | Prova                                                             | Cat. | Vincitore                 | Squadra                   | Secondo                   | Terzo                     | Report |
| ----- | ----------------------------------------------------------------- | ---- | ------------------------- | ------------------------- | ------------------------- | ------------------------- | ------ |
| 24-29 | The Princess Maha Chakri Sirindhorn's Cup Tour of Thailand (2025) | 2.1  | non conosciuta (bandiera) | non conosciuta (bandiera) | non conosciuta (bandiera) | non conosciuta (bandiera) |        |